# Kekāuluohi
Mirjam Auhea Kalani Kui Kavakiu o Kekauluohi Kealiiuhivaihanau o Kalani Makahonua Ahilapalapa Kai Vikapu o Kaleilei a Kalakua (27. srpnja 1794. – 7. lipnja 1845.) bila je kraljica Havaja kao supruga kralja Kamehamehe I. (koji joj je bio polustric) i njegova sina, Kamehamehe II. Skraćeno je se naziva Kekauluohi ili Kaahumanu III.

## Životopis
Bila je kći Kalaimamahua i Kalakue Kaheiheimalie, koja je bila Kamehamehina supruga. Tako je bila pokćerka Kamehamehe I. Bila je polusestra kraljice Kamāmalu.
Udala se za Kamehamehu I., a poslije i za njegovog sina, svojeg bratića. S njima nije imala djece.
Na kraju se udala za Charlesa Kanaʻinu.
Bila je sestrična i Kamehamehe III. te majka kralja Lunalila.

## Vanjske poveznice
|  | Zajednički poslužitelj ima još gradiva o temi Kekāuluohi |